# IV. třída okresu Vsetín 2003/2004
V soubojích fotbalové IV. třídy okresu Vsetín 2003/2004, jedné ze skupin 10. nejvyšší fotbalové soutěže, se utkalo 10 týmů dvoukolovým systémem podzim – jaro. Tento ročník skončil v červnu 2004. Postup do III. třídy okresu Vsetín 2004/2005 si zajistily první dva týmy TJ Ajax Valašská Senice a TJ Jiskra Krhová. Nikdo nesestoupil, jedná s o nejnižší soutěž. 

## Výsledná tabulka
| Poř. | Tým                     | Z  | V  | R | P  | VG | OG | B  |
| ---- | ----------------------- | -- | -- | - | -- | -- | -- | -- |
| 1.   | TJ Ajax Valašská Senice | 18 | 13 | 1 | 4  | 46 | 25 | 40 |
| 2.   | TJ Jiskra Krhová        | 18 | 13 | 0 | 5  | 60 | 24 | 39 |
| 3.   | Sokol Poličná „B“       | 18 | 12 | 2 | 4  | 59 | 18 | 38 |
| 4.   | TJ Sokol Lužná          | 18 | 10 | 4 | 4  | 36 | 22 | 34 |
| 5.   | TJ Sokol Lačnov         | 18 | 8  | 1 | 9  | 43 | 38 | 25 |
| 6.   | Sokol Mikulůvka         | 18 | 6  | 3 | 9  | 33 | 47 | 21 |
| 7.   | TJ Sokol Zděchov        | 18 | 6  | 3 | 9  | 22 | 36 | 21 |
| 8.   | FK Leskovec             | 18 | 5  | 3 | 10 | 25 | 43 | 18 |
| 9.   | TJ Jasenice             | 18 | 4  | 1 | 13 | 23 | 68 | 13 |
| 10.  | TJ Sokol Študlov        | 18 | 3  | 2 | 13 | 29 | 55 | 11 |

Poznámky:
- Z = Odehrané zápasy; V = Vítězství; R = Remízy; P = Prohry; VG = Vstřelené góly; OG = Obdržené góly; B = Body; (S) = Mužstvo sestoupivší z vyšší soutěže;

(N) = Mužstvo postoupivší z nižší soutěže (nováček)
|  | Postup do III. třídy okresu Vsetín 2004/2005 |